# Trichoniscus turgidus
Trichoniscus turgidus är en kräftdjursart som beskrevs av Karl Wilhelm Verhoeff 1929C. Trichoniscus turgidus ingår i släktet Trichoniscus och familjen Trichoniscidae. Inga underarter finns listade i Catalogue of Life.